# 四硫代钼酸胆碱
四硫代钼酸胆碱（又称胆碱四硫代钼酸盐，商品名为Decuprate），是胆碱所形成的硫代钼酸盐（TTM, MoS42−）。作为威尔逊氏病的治疗方法，这是一种身体不能调节铜的罕见且潜在的致命疾病。威尔逊病是一种常染色体隐性遗传性疾病，有严重的肝、神经或精神症状的表现。若未经诊断和未经治疗，该疾病可能致命。据估计，全世界每3万人中约有1人患有威尔逊氏病，相当于欧盟约有1万5千人而美国约有1万1千人。
已经在患有各种癌症的患者的临床试验中评估了四硫代钼酸胆碱，并在美国和欧盟成为了孤儿药（即罕见药），作为威尔逊氏病的潜在治疗方法。
四硫代钼酸胆碱是威尔逊治疗学公司的代号为WTX101的威尔逊氏病临床开发中的去铜疗法用药，该公司由HealthCap于2012年成立。